# ویلیام گرگوری لی
ویلیام گرگوری لی (انگلیسی: William Gregory Lee؛ زادهٔ ۲۴ ژانویهٔ ۱۹۷۳) یک هنرپیشه اهل ایالات متحده آمریکا است. 
از فیلم‌ها یا برنامه‌های تلویزیونی که وی در آن نقش داشته است می‌توان به مقاصد بی‌رحمانه ۳، مطب دکتر کالیگاری اشاره کرد.